# Ca khúc nhân vật
Ca khúc nhân vật (tiếng Anh: Character Song), còn được gọi chung chung là Ca khúc hình tượng (tiếng Anh: Image Song), là album hoặc đĩa đơn đồng hành cùng một anime, game, drama hoặc manga, thường được thực hiện (hát hoặc phối nhạc) bởi diễn viên/diễn viên lồng tiếng cho chính ấn bản điện ảnh đó. Nó có thể kèm theo thông tin chưa từng biết về thiết kế tạo hình nhân vật cũng như đôi lời ý kiến của các diễn viên, và góp phần tạo nên sự thành công cho anime hoặc drama.